# Cunday
Cunday – miasto w Kolumbii, w departamencie Tolima.